# Mont Blanc
Mont Blanc (italsky Monte Bianco, v překladu bílá hora) je nejvyšší hora Alp a západní Evropy, vypínající se v Montblanském masivu na francouzsko-italském pomezí do výšky 4807,81 m n. m. Mont Blanc je tradičně považován za nejvyšší vrchol Evropy, avšak z důvodu nejednotné metodiky pro přesné určení evropsko-asijské hranice bývá tento titul připisován i kavkazské hoře Elbrus (5642 m n. m.).

## Hranice států
O tom, zda vrchol hory leží na hranicích Francie a Itálie, či pouze na území Francie, panují dosud spory. Mapa francouzského Institut Géographique National de France nicméně zobrazuje vrchol Mt. Blancu zcela na území Francie. Proti tomu se ostře brání italská strana s tím, že hranice procházející přímo vrcholem Mt. Blancu byla výslovně stanovena stále platnou dvojstrannou smlouvou z roku 1860 (jíž bylo postoupeno Savojsko Francii a Mt. Blanc se stal horou hraniční) a potvrzena i Pařížskou mírovou smlouvou z roku 1947 (jíž byly částečně upraveny hranice mezi oběma zeměmi). To ovšem popírá francouzská strana a výzva italských úřadů k definitivnímu vyřešení hraničního sporu se setkala z francouzské strany s mlčením.

## Měření hory
Hornina, tyčící se do nadmořské výšky 4792 m, je kryta ledovým příkrovem o proměnlivé tloušťce 14–23 m. Při expertním měření, provedeném v září 2009, byla výška hory stanovena na 4810,45 metrů nad hladinou moře. Další měření v roce 2013 ukázalo výšku 4810,02 m n. m. a podle měření z roku 2015 se nejvyšší bod nachází ve výšce 4808,73 m n. m. Dle měření z roku 2021 je konsolidovaná nadmořská výška vrcholu 4807,81 m.

## Geologie
Mont Blanc je tvořen horninami krystalinika (žula, rula a břidlice) a je pokryt mnoha ledovci. Největší z nich nese jméno Mer de Glace.

## Prvovýstup
Na vrchol poprvé vystoupili 8. srpna Francouzi 1786 Jacques Balmat (hledač drahokamů) a Michel Paccard (lékař), který právě Balmata přesvědčil, aby získali Horacem-Benedictem de Saussure vypsanou odměnu za výstup. V Chamonix mají sochu.
První ženou zdolavší Mont Blanc byla 14. července 1808 Maria Paradisová (1778 – 1839), chudá služebná z Chamonix, která se později horolezectví již nevěnovala. O třicet let později, v roce 1838, na Mont Blanc vystoupila další žena, francouzská průkopnice horolezectví Henriette d'Angeville.
První fotografie na vrcholu Mont Blanku pořídili bratři Louis-Auguste Bisson a Auguste-Rosalie Bisson (1826–1900) v roce 1861. Putovalo s nimi pětadvacet nosičů technického vybavení. Museli nahoru dopravit celou temnou komoru včetně kamínek na rozehřátí sněhu, vše okolo 250 kg. Fotografie byly provedeny s využitím kolodiového procesu na velkoformátové negativy, často až 30 × 40 cm.
Dne 6. června 1955 na vrcholu poprvé přistál vrtulník. Byl to Bell 47G-2 (registrace F-BHGJ), první vyrobený kus této verze. V kokpitu seděl šéfpilot společnosti Fenwick Aviation Jean Moine a horský průvodce André Contamine. Startoval z obce Le Fayet, ležící severozápadně od hory ve výšce 584 metrů. Pro rekordní let byl odlehčen. Pilot nejprve na několik minut přistál na vrcholu Dôme du Goûter a poté na samotném Mont Blancu, kde se po přistání zdržel čtyři minuty. V té době to bylo přistání a vzlet vrtulníku v nejvyšší výšce.

## Cesty výstupů
Na vrchol Mont Blanku je možné vystoupit čtyřmi výstupovými trasami nižší obtížnosti (tzv. normálky) a značným množství horolezeckých výstupů vyšších obtížností. Trasami nižší obtížnosti jsou:
- Cesta přes Dôme du Goûter (obtížnost PD−). V létě nejfrekventovanější cesta výstupu na Mont Blanc, nejčastější cesta vůdců s klienty a zákazníky cestovních kanceláří. Východiskem je Chamonix nebo Saint-Gervais-les-Bains na francouzské straně. Ve vrcholový den se obvykle vyráží z chaty Gouter ve výšce 3817 m n. m.
- Cesta přes Aiguille du Midi (obtížnost PD+). Též zvaná cestou tří Mont Blanků, neboť sleduje hřeben, kde se nachází několik dalších významných vrcholů masivu Mont Blanku[7]. Technicky nejnáročnější ze snadných výstupů, při sestupu se v jednom místě krátký úsek slaňuje. Východiskem je Chamonix, resp. koncová stanice lanovky Aiguille du Midi v 3842 m n. m. Cesta vede přes Mont Blanc du Tacul a Mont Maudit.
- Cesta přes Grand Mulets (obtížnost F/PD−) je technicky nejsnazším výstupem a z větší části je shodná s cestou prvovýstupců. Obtíže a nebezpečí cesty v letních měsících spočívají v množství ledovcových trhlin a ohrožení pádem seraků.
- Cesta přes Aiguilles Grises (obtížnost PD) je standardní cestou z italské strany.

Z obtížnějších výstupů jsou populární ledové a kombinované výstupy ve východní stěně Brenva nad ledovcem Brenva. Zcela vpravo je Ostruha Brenvy, směrem doleva ledovcová klasika Sentinelle Rouge, dále Major a zcela vlevo Hruška – Poire. Na východní stěnu dále vlevo navazuje Grand Pilier d'Angle s řadou těžkých výstupů, vyúsťujících na předvrchol Mont Blanc de Courmayeur, do jehož stěn se zapsali i čeští a českoslovenští horolezci. Velmi těžké výstupy vedou pilíři stěny Frêney nad stejnojmenným ledovcem a pilíři stěny Broulliard nad ledovcem Brouillard. Výstupy těmito dvěma stěnami jsou náročné svou délkou a odlehlostí a také obtížným návratem při zhoršení počasí, protože už jen přístup ke stěnám Frêney a Brouillard by vydal na ne zrovna lehké horolezecké túry. Při pokusu o prvovýstup Centrálním pilířem Frêney, kde se náhodou sešli ve stejnou chvíli Italové Bonatti, Galieni a Oggioni s francouzským družstvem Mazeaud, Kohlmann, Vieille a Guillaume, došlo ke známé tragédii, kdy při několikadenní bouřce zahynuli čtyři špičkoví horolezci své doby.
V současnosti na vrchol míří asi 25 000 turistů ročně, z toho přibližně dvě třetiny bez doprovodu horského vůdce; během sezóny má zájem o výstup 300 až 400 lidí denně. Tento počet má být od roku 2019 snížen na 214 turistů denně.

## Stavby
V letech 1957–1965 byl pod Montblanským masivem vybudován 11,6 km dlouhý Montblanský tunel, spojující města Chamonix (Horní Savojsko, Francie) a Courmayeur (Valle d'Aosta, Itálie).
Po východním úbočí Mont Blanku vede visutá lanovka z francouzského Chamonix (1030 m n. m.) do italského Courmayeru (1370 m n. m.). Překonává horní část ledovce Mer de Glace zvanou Vallée Blanche celkem v šesti úsecích. Nejvyšší přestupní stanice je na Aiguille du Midi (3842 m n. m.)

## Fotogalerie

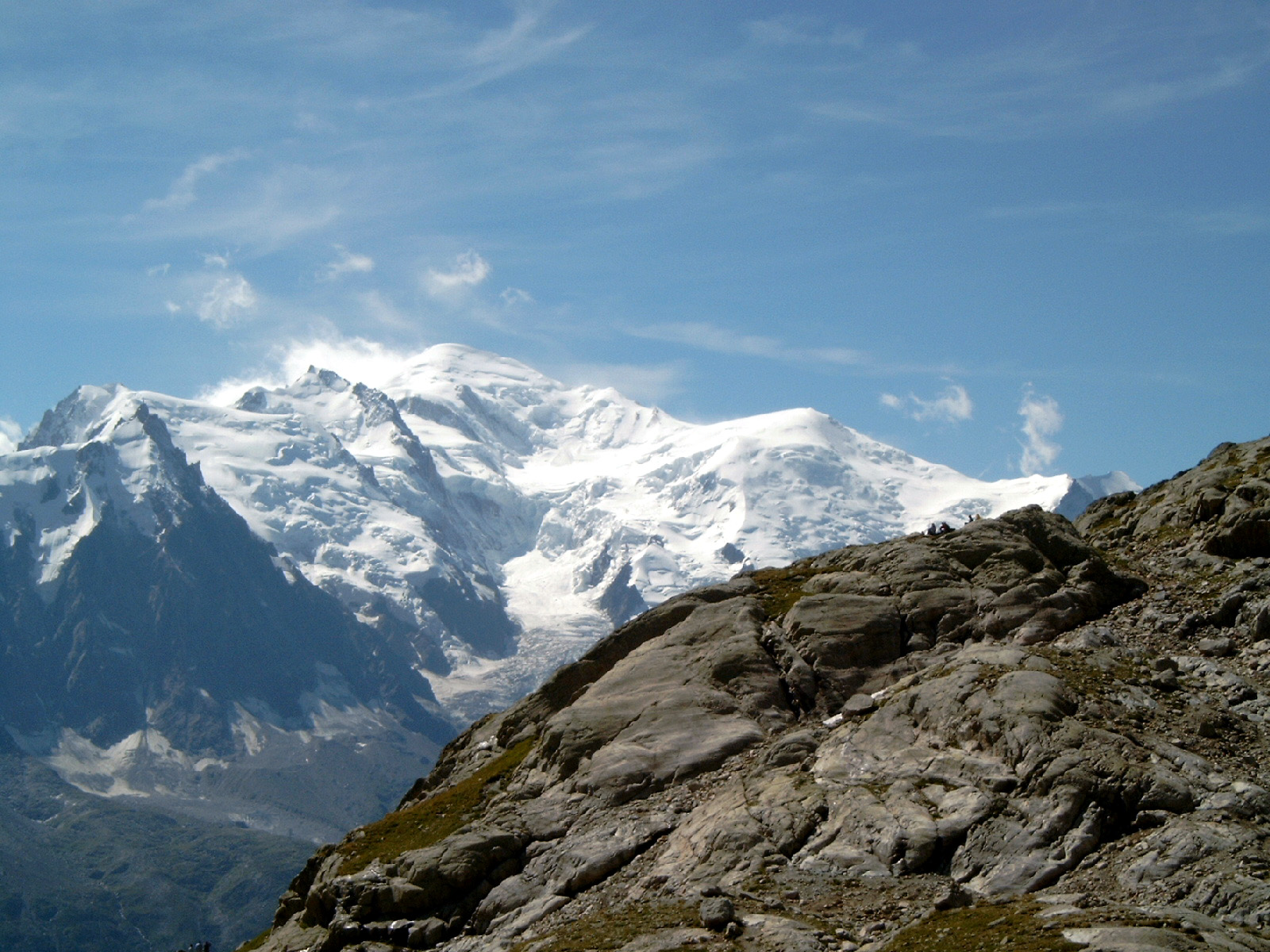
Mont Blanc a Dôme du Gouter
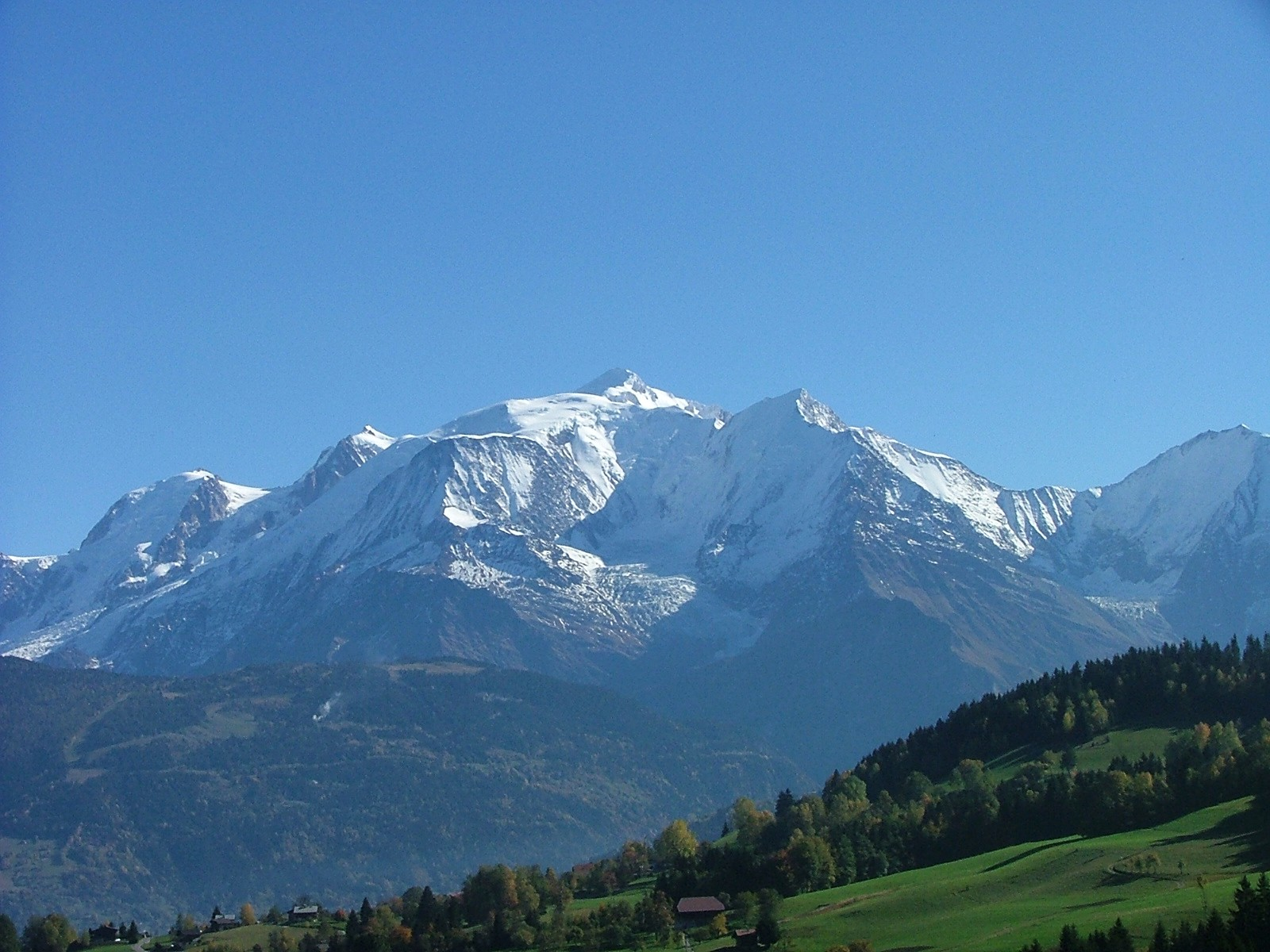
Od vesnice Cordon
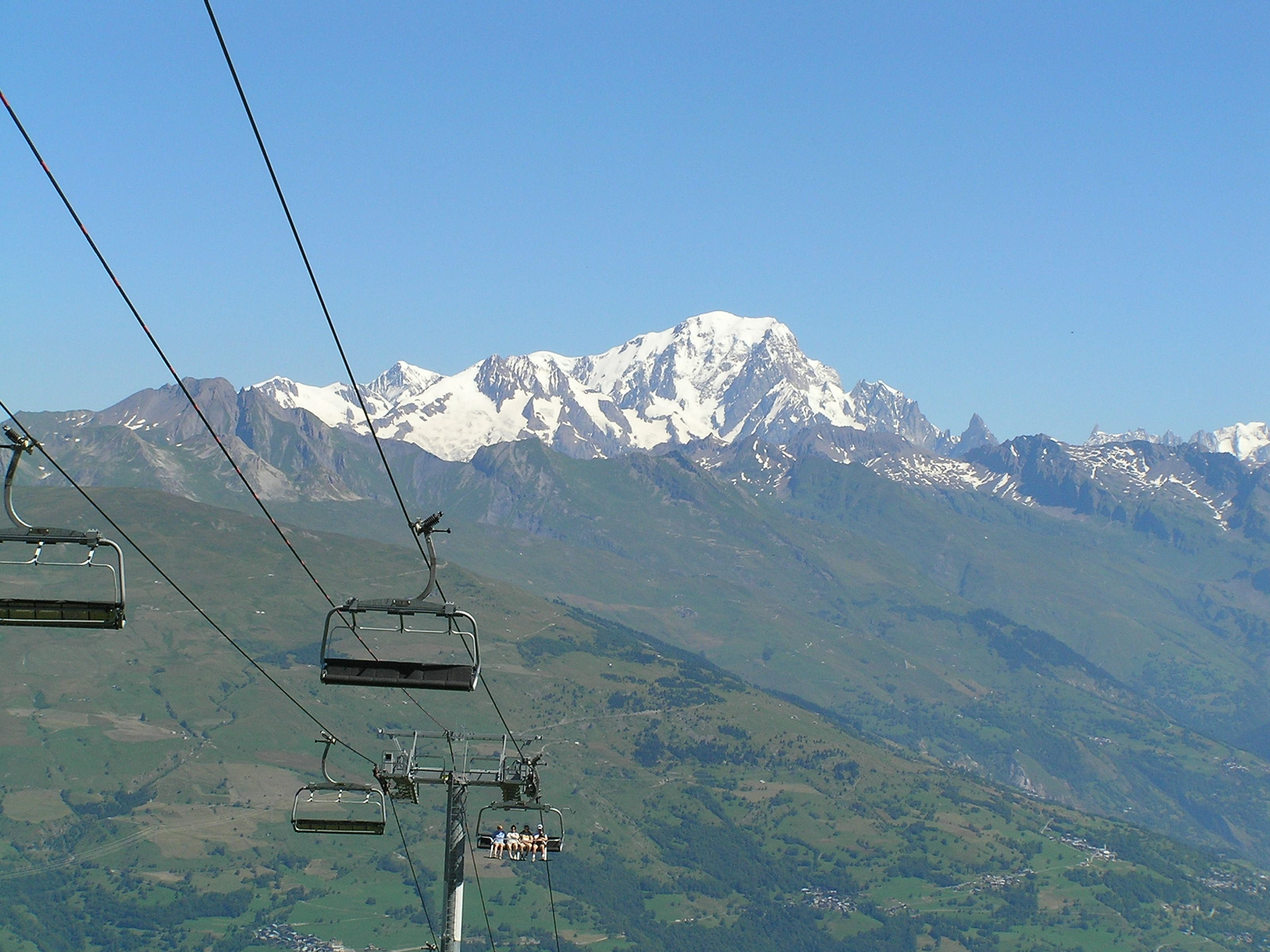
Mont Blanc od jihu
Mont Blanc 3D